# Deobe
Deobe (hr.: Diobe) je trilogija srpskog književnika Dobrice Ćosića, objavljen 1961. godine. 
Kronološki, ono je nastavak Ćosićeve trilogije Vreme zla, s radnjom koja se odvija tijekom Drugog svjetskog rata. Ovo djelo nagrađeno je NIN-ovom nagradom za 1961. godinu.

## O djelu
Središnja tema roman je dioba u narodu na partizane i četnike i posljedice ove podjele. S umjetničkog stanovišta, ovaj roman donosi niz novina: dominaciju unutrašnjeg monologa, ispoljavanje mase kao književnog junaka u obliku poliloga (višeglasnog dijaloga), unošenje dokumentarnog materijala, stilsku raznovrsnost i slojevitu leksiku.
Na prvi pogled to je povijesni roman s temom o četničkom ravnogorskom pokretu u Srbiji, o njegovom putu od kompromisne suradnje s partizanima u prvim ustaničkim danima 1941. godine, pa sve do njegove vojne, povijesne i moralne kapitulacije. U taj vremenski okvir od nekoliko godina pisac je ugradio najtipičnije pojave i vidove srpskog četništva u njegovoj kontrarevolucionarnoj akciji. Ilustrovan pažljivo odabranim događajima, srpski nacionalistički pokret i četništvo u Drugom svjetskom ratu naslikani su kao očajničko opiranje buržoasko-seljačke stihije, preplašene blizinom proleterske revolucije.
Međutim, Deobe su istovremeno i socijalni, ratni i psihološki roman, koji opisuje i objašnjava jednu složenu nacionalnu pojavu s dubokim korjenima u prošlosti i tradiciji. Ćosić istovremeno traži odgovor na suštinska pitanja rata i revolucije:
- Može li se zločinom ići dobru?
- Kada, zašto i kako dolazi do toga da se jedan nacionalni mit degeneriše u zločin i samouništenje?
- Kakva je uloga mladih generacija kada se suoče sa saznanjem o preživjelosti mita nacije kojoj pripadaju?

Ćosićeve Deobe suprotstavljaju srpske romantičarske ideale i slavne četničke tradicije, zasnovane na stoljetnoj borbi srpskih hajduka i komita za oslobođenje od Osmanlija, četničkom držanju u Drugom svjetskom ratu: od služenja diktatorskom režimu Kraljevine Jugoslavije  u nasilju nad političkim protivnicima, do suradnje s okupatorom u borbi protiv svog naroda.
U romanu je jasno istaknuta svjesna i organizirana zloupotreba četnika-seljaka i vojnika - od buržoazije i predratnih političkih partija u borbi za vlast protiv nastupajućeg komunizma.
Iako pisan od Dobrice Ćosića, odlikovanog partizanskog borca i komuniste, roman ne slika revolucionare, već drugu stranu u građanskom ratu, onoliko objektivno koliko je to moguće iz perspektive pobjednika. Zato je ravnogorski pokret, iako je korjenima bio vezan za jednu pozitivnu nacionalnu tradiciju, povijesno nužno zakoračio u zločin i uništio se u svojoj kontrarevolucionarnoj borbi protiv naroda.
Realističkim opisima nasilja i zločina seljačkog, buržoaskog i oficirskog četničkog pokreta u romanu, Ćosić je dao odgovor na egzistencijalno pitanje: nacionalni mit gubi svoj moralni značaj kada se okrene protiv vlastitog naroda.

## Vanjske poveznice
Deobe (srp.)